# Nord-Norge
Nord-Norge (bokmål), Nord-Noreg (nynorsk) (płn-lap. Davvi-Norga, Północna Norwegia) – region geograficzny w północnej Norwegii, składający się z trzech okręgów: Nordland, Troms oraz Finnmark. Obszar Nord-Norge wynosi 112 951 km² i stanowi 35% całej powierzchni kraju. Największymi miastami są Mo i Rana, Bodø, Narwik, Harstad, Tromsø oraz Alta.
Obszar Północnej Norwegii zamieszkany jest nie tylko przez Norwegów, ale również przez Saamów, Kwenów (norwescy Finowie) oraz Rosjan (głównie w okolicach Kirkenes).

## Geografia
Część regionu na południe od koła podbiegunowego nazywana jest Helgeland. Krajobraz zdominowany jest tam przez fjordy, szkiery oraz świerkowe lasy. Przy granicy ze Szwecją znajdują się góry. Najwyższy szczyt Nord-Norge znajduje się w Helgelandzie i jest nim Oksskolten (1915 m n.p.m.). Największymi rzekami regionu są Vefsna i Ranelva.
Łańcuch Saltfjellet wraz z lodowcem Svartisen oddzielają Helgeland od znajdującego się na północ od niego Salten. Najwyższymi szczytami są tutaj Børvasstindan oraz Suliskongen (1907 m n.p.m. – najwyższy szczyt na północ od koła podbiegunowego). Na zachód od Salten znajdują się góry Lofoty, na północ dystrykt Ofoten z Narwikiem oraz szczytami Storsteinfjellet i Stetind.
Na północ od Ofoten znajduje się Troms z lasami bukowymi oraz (w głębi lądu) sosnowymi. Znajdują się w nim również wyżyny wokół rzek Målselv i Reisa oraz duże lesiste wyspy, takie jak Senja, Kvaløya czy Ringvassøya. Najbardziej na północ wysuniętą częścią Nord-Norge (a zarazem całej Norwegii oraz lądowej Europy) jest Finnmark, znajdujący się na północ od Finlandii i graniczący z Rosją. Finnmark składa się z dużych wysp, takich jak Sørøya i Seiland oraz wyżyny Finnmarksvidda. Największą rzeką jest Tana. Mimo że najczęstszym celem turystów jest Nordkapp, najbardziej na północ wysuniętym punktem kontynentalnej Europy jest mniej dostępny Kinnarodden na półwyspie Nordkinn.